# Манаду (Индия)
Манаду — индийская деревня, находящаяся в 12 километрах от Тиручендура, штат Тамилнад, округ Тутикорин. Основной язык — тамильский.
В Манаду есть храм, которому около 1300 лет. Он построен во время династии Пандьи. На внутренних стенах храма можно увидеть символы Пандья и Черы. Есть Аманнских храмов, почитаемые семью определенными общинами. Здесь было много старых храмов и хорошо построенных домов, но только два храма сохранилось с тех времен: храм Калиюгаваратар и храм Перумал на юге Манаду. Так же в Манаду расположены храм Эсаккиамман и храм Калиамман. В окрестностях была мечеть в полуразрушенном состоянии.
Среди местных праздников можно отметить Наваратри, Муниасами Ковил (Читираи), Амман Ковил (Таи), Манаду Шри Мариамман (Читираи), Панкуни Утхирам. 
Манаду Тандупаду — панчаят, название которого происходит от названия двух деревень: Манаду и Тандупаду. Манаду — древняя деревня на трассе, ведущей от Тиручендура до Нагеркоил. Рядом есть железнодорожная станция до Тиручендура. В Тиручендур ездят студенты для обучения в колледже. Все автобусы, работающие между Тиручендуром и Нагеркоил, имеют остановки и в Манаду.
В Манаду мирно проживают такие сообщества, как Саива Пиллаимары, Надары, Асари, Тевары, Параяры. Недавно, благодаря усилиям молодежи и любителей спорта из Манаду, был построен стадион «Shuttle», он начал работать благодаря поддержке правительства Тамилнада, членов Законодательного Собрания Тиручедура и нескольких пожертвований от селян и добровольцев.

## Галерея

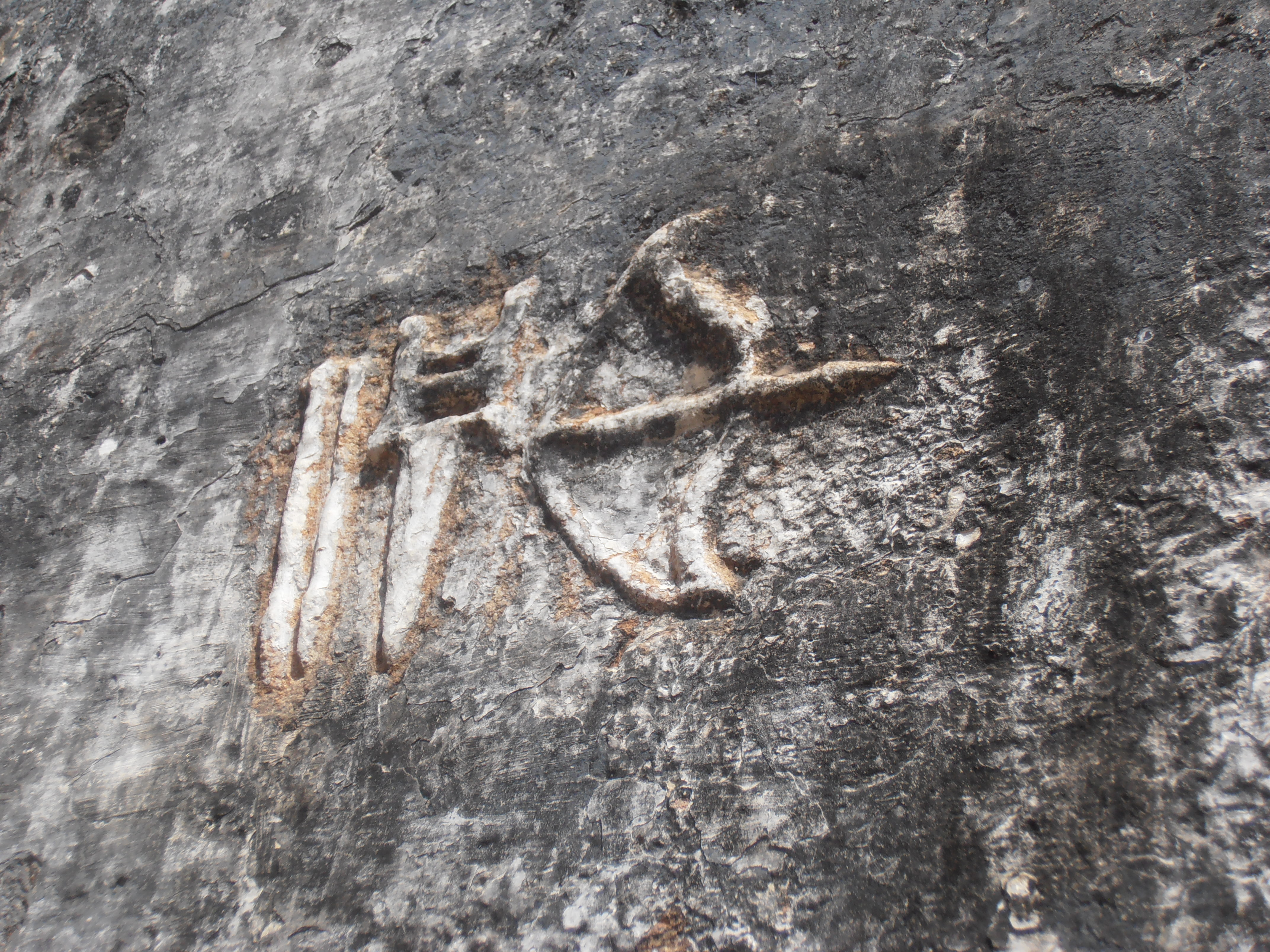
Храм Калиюгаваратар
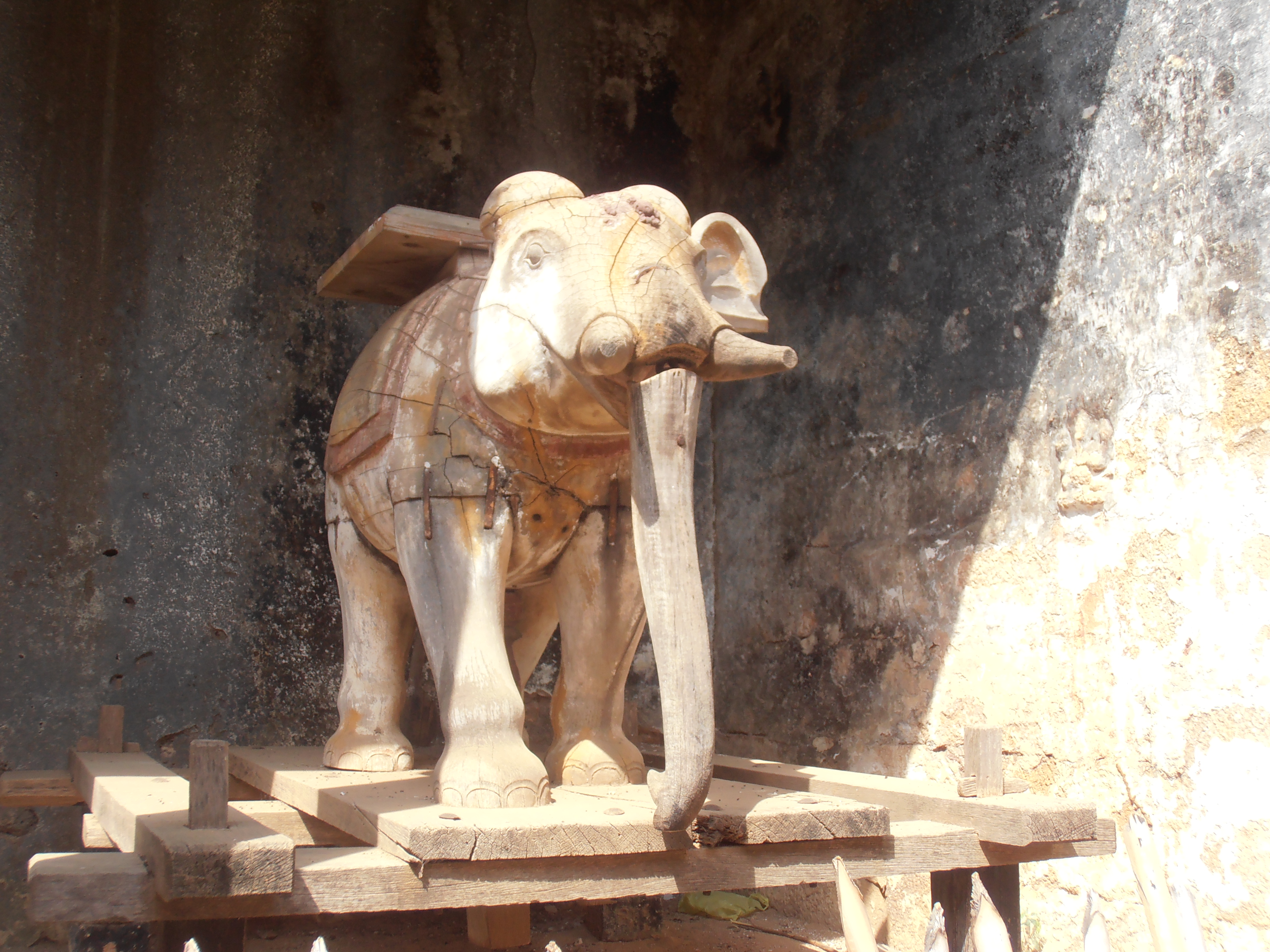
Храмы Манаду
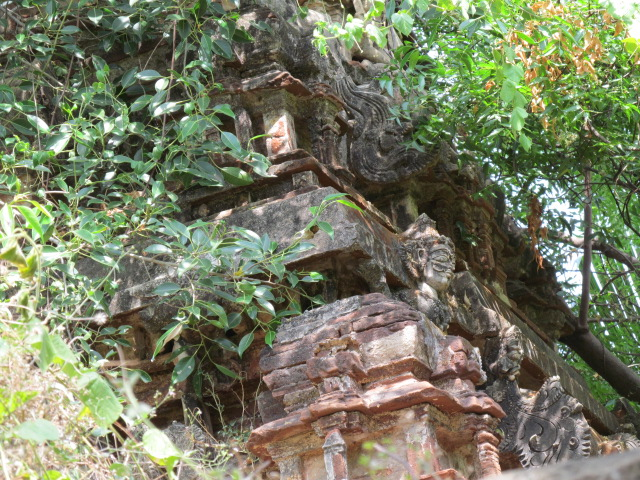
Перумал Ковил Гопурам
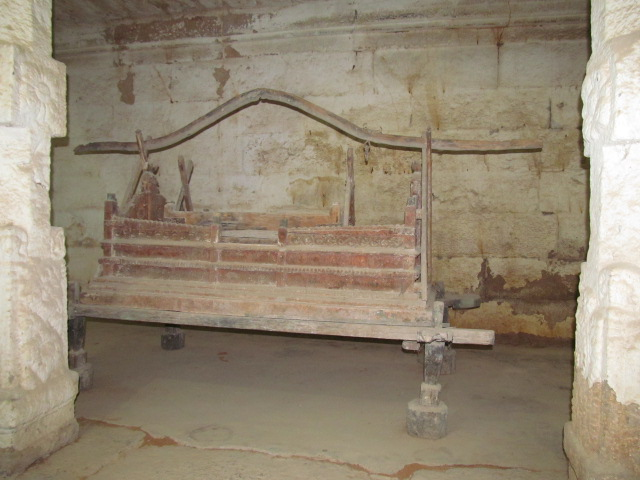
Храм Калиюгаваратар